# La Cela de Dun
La Céle (en francès La Celle-Dunoise) és una municipi de França, a la regió de la Nova Aquitània, departament de la Cruesa. Al cens de 2017 tenia 542 habitants. No està integrada en cap communauté de communes. Es troba a la vora del riu Cruesa.

## Demografia
| 1968 | 1975 | 1982 | 1990 | 1999 | 2017 |
| ---- | ---- | ---- | ---- | ---- | ---- |
| 880  | 732  | 668  | 589  | 598  | 542  |

## Administració
| Període | Identitat         | Partit |
| ------- | ----------------- | ------ |
| 2001-   | Jean-Marie Sachet |        |